# Martin Reim
Martin Reim (* 14. Mai 1971 in Tallinn) ist ein ehemaliger estnischer Fußballspieler und aktueller -trainer. Er ist Rekordspieler der estnischen Nationalmannschaft.

## Karriere als Spieler
Der 1,67 Meter große Reim begann seine Profikarriere beim FC Norma Tallinn und wechselte 1991 nach dem Gewinn der estnischen Meisterschaft zum Stadtrivalen Flora Tallinn. Bei Flora spielte er bis Juni 1999, wechselte dann zu Kotkan Työväen Palloilijat nach Finnland und kehrte im Januar 2001 zurück. Er spielte bis zu seinem Karriereende im Jahr 2008 erneut für Flora, mit der er insgesamt 12 nationale Titel holte, darunter sieben Mal die estnische Meisterschaft.
In der estnischen Nationalmannschaft, für die er von 1992 bis 2007 und dann noch einmal 2009 spielte, ist Reim mit 157 Einsätzen Rekordspieler. Er ist außerdem der Spieler mit den meisten Länderspielen weltweit, der nie an einem großen internationalen Turnier teilnahm. Ein ähnliches Schicksal teilt sein Landsmann Marko Kristal, der 143 Länderspiele bestritt.
Am 7. Februar 2007 stellte er mit seinem 150. Länderspiel den europäischen Rekord von Lothar Matthäus ein. Am 22. August 2007 erhöhte er seinen Rekord auf 151 Spiele und baute ihn bis zum 6. Juni 2009 auf 157 Spiele aus. Am 14. November 2009 wurde er von dem lettischen Spieler Vitālijs Astafjevs als europäischer Rekordnationalspieler abgelöst.

## Karriere als Trainer
Reim trainierte ab Januar 2010 den FC Flora Tallinn, mit dem er in der folgenden Spielzeit 2010 die estnische Meisterschaft gewann. 2011 konnte Flora unter Reim den Meistertitel erneut gewinnen und wurde zudem im März estnischer Supercupsieger und im Mai estnischer Pokalsieger. Im März 2012 gewann Flora erneut den Supercup. Im Oktober 2012 trat Reim nach 33 Spieltagen von seinem Amt zurück. Flora war zu diesem Zeitpunkt Zweiter, der FC Nõmme Kalju stand jedoch bereits als Meister fest. Daraufhin übernahm Reim die estnischen U-18-, U-21- und U-23-Nationalmannschaften. Das U-18-Team trainierte er bis Ende des Jahres, die U-21 und U-23 leitete er bis September 2016. Im selben Monat übernahm Reim das Amt als estnischer Nationaltrainer. Nach einer 0:8-Niederlage gegen Deutschland im Rahmen der Qualifikation zur EM 2021 gab Reim im Juni 2019 seinen Rücktritt bekannt. Ab November 2019 trainierte er den Erstligisten FC Levadia Tallinn, mit dem er in der Saison 2020 in der Liga Dritter wurde. Seit Anfang 2021 ist er Trainer der estnischen U-19-Auswahl.

## Erfolge
Spieler
- Estnischer Meister 1992 (Norma Tallinn), 1994, 1995, 1998, 2001, 2002, 2003, 2010
- Estnischer Pokal 1995, 1998, 2011
- Estnischer Supercup 1998, 2002, 2003, 2004, 2011
- Estlands Fußballer des Jahres 1995

Cheftrainer
- Estnischer Meister 2010, 2011
- Estnischer Pokal 2011
- Estnischer Supercup 2011, 2012